# Sergio Fortunato
Sergio Elio Ángel Fortunato (Mar del Plata, Argentina, 23 de octubre de 1956) es un futbolista argentino retirado que jugaba de delantero. Actualmente ejerce como Agente de jugadores.

## Clubes
| Club                         | País      | Año        | Part. | Goles |
| ---------------------------- | --------- | ---------- | ----- | ----- |
| San Lorenzo de Mar del Plata | Argentina | 1972-1973  | 9     | 0     |
| Kimberley                    | Argentina | 1973-1974  | 20    | 13    |
| Racing Club                  | Argentina | 1975-1976  | 46    | 20    |
| Quilmes                      | Argentina | 1976-1978  | 55    | 23    |
| Estudiantes de La Plata      | Argentina | 1978-1980  | 102   | 56    |
| Perugia                      | Italia    | 1980-1981  | 12    | 2     |
| U. D. Las Palmas             | España    | 1981-1983  | 18    | 7     |
| Favoritner AC                | Austria   | 1983       | 26    | 11    |
| Estudiantes de La Plata      | Argentina | 1984       | 32    | 12    |
| Aldosivi                     | Argentina | 1985 -1986 | ¿?    | ¿?    |
| San Lorenzo de Mar del Plata | Argentina | 1986 -1987 | ¿?    | ¿?    |